# Daniel Kocourek
Daniel Kocourek (né le 12 décembre 1986) est un footballeur tchèque.
Il évolue habituellement comme ailier.

## Carrière
Daniel Kocourek joue successivement dans les équipes suivantes : FC Zenit Čáslav, FK Baumit Jablonec, FC Hradec Králové, FC Graffin Vlašim et FC Zenit Čáslav.